# Xkalax de Dzibalkú
Xkalax de Dzibalkú är en ort i Mexiko.   Den ligger i kommunen Tizimín och delstaten Yucatán, i den östra delen av landet, 1 200 km öster om huvudstaden Mexico City. Xkalax de Dzibalkú ligger 9 meter över havet och antalet invånare är 135.
Terrängen runt Xkalax de Dzibalkú är mycket platt. Runt Xkalax de Dzibalkú är det glesbefolkat, med 16 invånare per kvadratkilometer. Närmaste större samhälle är Loché, 17,7 km väster om Xkalax de Dzibalkú. Trakten runt Xkalax de Dzibalkú består till största delen av jordbruksmark.